# Nina Vinogràdova
Nina Vinogràdova   (18 possiólok, 21 d'octubre de 1933), de soltera Martinienko, és una atleta russa, ja retirada, especialista en pentatló, que va competir sota bandera soviètica durant la dècada de 1950.
En el seu palmarès destaca una medalla de plata en el pentatló al Campionat d'Europa d'atletisme de 1958, rere la també soviètica Galina Bystrova.
El 7 de juliol de 1955, a Leningrad, va establir un rècord mundial de pentatló amb 4.747 punts, però dos mesos més tard el va perdre davant Aleksandra Chudina, que va fer 4.750 punts. El 12 d'agost de 1956 el va recuperar en aconseguir 4.767 punts. Aquest registre va durar fins a l'octubre de 1957, quan va ser millorat per Galina Bystrova. A més dels rècords mundials del pentatló, també va establir el rècord de l'URSS en els 80 metres tanques el 1956. Va ser campiona de l'URSS en els 80 metres tanques i pentatló el 1956.

## Millors marques
- 80 metres tanques. 10.7" (1956)
- Pentatló. 4.767 punts (1956)[6]